# Rumelyana Boncheva
Pour les articles homonymes, voir Boncheva.
Rumelyana Boncheva Stefanova (bulgare : Румеляна Бончева Стефанова), née le 25 avril 1957 à Varna (Bulgarie), est une ancienne rameuse bulgare. Elle est médaillée de bronze aux Jeux de 1980.

## Carrière
Aux Jeux olympiques d'été de 1980, Boncheva remporte la médaille de bronze en quatre de couple. Elle est également championne du monde dans la même discipline en 1978.

## Palmarès
- Jeux olympiques d'été de 1980 à Moscou ( Union soviétique) :
  -  médaille de bronze en quatre de couple

### Championnats du monde
- Championnats du monde 1979 à Bled ( Slovénie) :
  -  médaille d'argent en quatre de couple
- Championnats du monde 1978 à Karapiro ( Nouvelle-Zélande) :
  -  médaille d'or en quatre de couple
- Championnats du monde 1977 à Amsterdam ( Pays-Bas) :
  -  médaille de bronze en quatre de couple